# 논산평야로
논산평야로(Nonsanpyeongya-ro)는 충청남도 논산시 광석면 석성천교 에서 논산시 광석면를 잇는 충청남도의 도로이다.

## 주요 경유지
충청남도
- 논산시 (광석면 . 성동면 . 노성면)

## 노선
| 이름              | 접속 노선                 | 소재지        | 소재지                        | 비고                 |
| 왕릉로와 직결     | 왕릉로와 직결             | 왕릉로와 직결 | 왕릉로와 직결                 | 왕릉로와 직결        |
| ----------------- | ------------------------- | ------------- | ----------------------------- | -------------------- |
| 석성천교          |                           | 논산시        | 광석면                        |                      |
| 원북 교차로       | 국도 제4호선 (대백제로)   | 논산시        | 성동면                        |                      |
| (이름 없음)       | 국도 제4호선 (대백제로)   | 논산시        | 광석면                        |                      |
| 높은정고개        |                           | 논산시        | 광석면                        |                      |
|                   | 성동면                    | 논산시        |                               |                      |
| 서논산 나들목     | 제25호선 논산천안고속도로 | 논산시        | 상행 진입 불가 하행 진입 가능 |                      |
| 석두교            |                           | 논산시        |                               |                      |
| 대교앞 교차로     | 국도 제4호선 (대백제로)   | 논산시        | 광석면                        | 지방도 제643호선구간 |
| 산동리삼거리      | 장마루로                  | 논산시        | 광석면                        | 지방도 제643호선구간 |
| 천동농협앞 교차로 | 천동길                    | 논산시        | 광석면                        |                      |
| 천동 교차로       | 국도 제23호선 (득안대로)  | 논산시        | 광석면                        |                      |
| 왕전 교차로       | 국도 제23호선 (득안대로)  | 논산시        | 광석면                        |                      |
| 물레고개          |                           | 논산시        | 광석면                        |                      |
|                   | 노성면                    | 논산시        |                               |                      |
| (이름 없음)       | 지방도 제645호선 (노성로) | 논산시        |                               |                      |

## 주요 건물 및 시설
- S-OIL 대교에너지 (논산평야로 684/산동리 88-5)
- 농협 광석농협주유소 (논산평야로 874/천동리 74-4)
- 노성면119지역대 (논산평야로 1439/읍내리 321-4)
- 노성치안센터 (논산평야로 1463/읍내리 306-1)
- 농협 노성농협 하나로마트 (논산평야로 1466/읍내리 308-2)
- 노성농협 본점 (논산평야로 1467/읍내리 303-1)